# Christian Albrecht (Schleswig-Holstein-Gottorf)

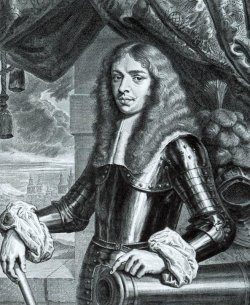
Christian Albrecht von Schleswig-Holstein-Gottorf

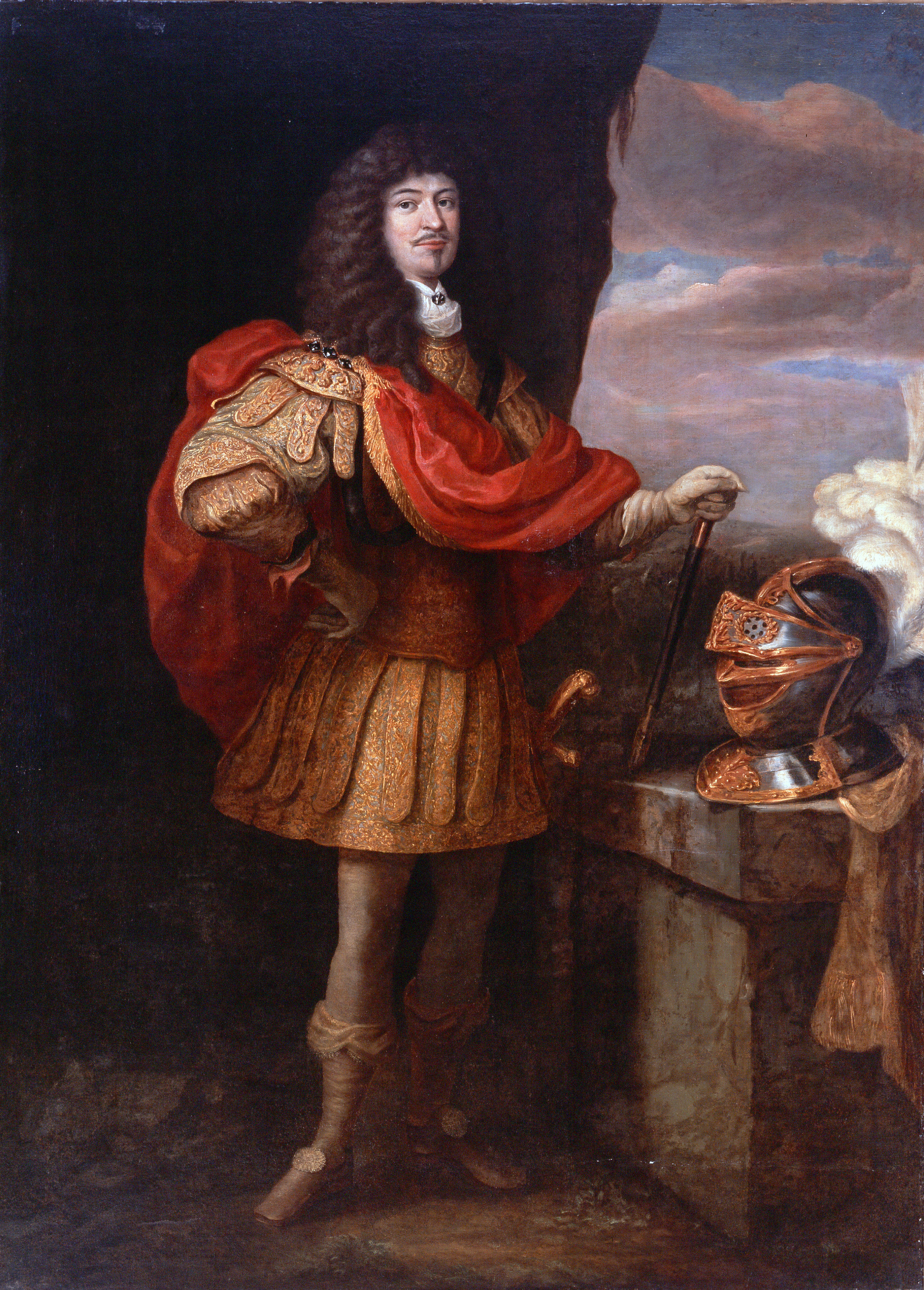
Christian Albrecht von Schleswig-Holstein-Gottorf (Gemälde von Jürgen Ovens)

Christian Albrecht (* 3. Februarjul. / 13. Februar 1641greg. in Gottorf; † 27. Dezember 1694jul. / 6. Januar 1695greg. ebenda) war Fürstbischof von Lübeck zwischen 1655 und 1666 sowie Herzog der gottorfschen Anteile der Herzogtümer Schleswig und Holstein von 1659 bis 1695. Er war der Gründer der Christian-Albrechts-Universität in Kiel. Er selbst führte den Titel Christian Albrecht, von Gottes Gnaden Erbe zu Norwegen, postulirter Coadjutor des Stiffts Lübeck, Hertzog zu Schlesswig, Hollstein, Stormarn und der Dittmarschen, Graff zu Oldenburg und Dellmenhorst.

## Leben

### Familie und Jugend
Christian Albrecht war das zehnte Kind und der fünfte Sohn von Herzog Friedrich III. von Schleswig-Holstein-Gottorf und Maria Elisabeth von Sachsen, Tochter von Johann Georg I. von Sachsen. Zwei seiner älteren Brüder waren bereits als Kleinkinder verstorben.
1654 starb Erbprinz Friedrich (* 1635) während der für junge Adlige obligatorischen Europareise in Paris. Damit rückte der 1638 geborene Johann Georg, der sich noch auf Reisen befand, an die erste Stelle der Thronfolge. Deshalb ging die Koadjutur für das Amt des Fürstbischofs des Hochstifts Lübeck auf Christian Albrecht über, da jeweils der zweite Sohn Fürstbischof werden sollte, wie Friedrich III. 1647 mit dem Domkapitel vereinbart hatte. Als 1655 sein Onkel, der Fürstbischof Johann von Schleswig-Holstein-Gottorf, starb, folgte Christian Albrecht ihm als Fürstbischof nach. Doch auch Johann Georg, der die Reise alleine fortsetzte, starb am 25. November 1655 in Neapel, so dass Christian Albrecht in der Thronfolge auf den ersten Platz rückte. Gleichzeitig blieb er Bischof unter der Voraussetzung, dass er bei Herrschaftsantritt das Amt an seinen jüngeren Bruder August Friedrich weitergeben sollte.
Christian Albrechts Vater und sein Kanzler Johann Adolph Kielmann von Kielmannsegg verfolgten nach dem Dreißigjährigen Krieg eine Politik der Ablösung des Gottorfer Herzogtums vom Königreich Dänemark. Ziel dieser Politik war die volle Souveränität des Herzogtums und die Aufhebung der gemeinschaftlichen Regierung mit Dänemark. Ein Weg dazu war die Annäherung an Schweden, die führende Macht in Nordeuropa nach dem Dreißigjährigen Krieg. Dazu trug 1654 die Eheschließung zwischen Christian Albrechts Schwester Hedwig Eleonora mit dem schwedischen König Karl X. Gustav bei. Zunächst schien sich dieses Bündnis auszuzahlen, als 1657 Schweden in den Zweiten Nordischen Krieg eintrat, einen schnellen Sieg gegen Dänemark errang und Schleswig-Holstein-Gottorf, das den schwedischen Truppen freien Durchzug erlaubt hatte, im Frieden von Roskilde vom 24. Februar 1658 die Souveränität zugesprochen wurde. Damit besaß der Herzog von Schleswig-Holstein-Gottorf im Herzogtum Schleswig keine Lehnsverpflichtungen mehr gegenüber dem dänischen König. Zusätzlich erhielt er das Amt Schwabstedt und die Hälfte der Besitzungen des säkularisierten Bistums Schleswig. Die im Vertrag von Ripen festgeschriebene Union mit Dänemark und die Gemeinschaftliche Regierung wurden jedoch nicht aufgehoben. Mitte 1658 begann Karl X. Gustav einen neuen Feldzug gegen Dänemark. Diesmal gelang kein Überraschungsangriff. Der dänische König Friedrich III. wurde von Kurfürst Friedrich Wilhelm von Brandenburg unterstützt, der die schwedischen Truppen aus Holstein vertrieb und dabei die Länder des Gottorfer Herzogs besetzte.

### Regentschaft

#### Erste Regierungsjahre
Christian Albrecht trat die Regentschaft als 18-Jähriger an, als fast sein gesamtes Reich besetzt war. Sein Vater starb am 10. August 1659 in der belagerten Festung Tönning, während sein Nachfolger im Heer seines Schwagers vor Kopenhagen lag und eilends an den Ort des Gefechts reisen musste. Der Tod Karl X. Gustav 1660 beendete den Krieg. Der Frieden von Kopenhagen am 5. Juni 1660 bestätigte zwar das Ergebnis des Roskilder Vertrags, indem die Aufhebung des Lehnsverhältnis bestätigt wurde, machte aber die Hoffnung auf die volle Souveränität zunichte. Der Herzog war so einerseits unabhängig vom dänischen König, auf der anderen Seite zwang die Gemeinschaftliche Regierung zur Zusammenarbeit und durch die nach wie vor bestehende Union mit Dänemark blieb er dem König untergeordnet.
Auch als Herzog blieb Christian Albrecht zunächst Fürstbischof, da sein Bruder noch zu jung war. Das Kapitel stimmte dem zu, weil es verhindern wollte, dass Johann August, der schwachsinnige Sohn seines Vorgängers, Bischof würde. Erst 1666 übergab der Herzog seinem inzwischen 20-jährigen Bruder das Bistum, ließ sich aber selbst zum Koadjutor wählen, was er auch nach Johann Augusts Tod und der Geburt seines zweiten Sohnes bis zu seinem Lebensende blieb.
Friedrich III. hatte seinem Sohn Kielmann für ein führendes Amt in seiner Regierung empfohlen. Trotz der Versuche seiner Mutter und der ritterschaftlichen Landräte, diesen aus dem Amt zu drängen, bestätigte Christian Albrecht dessen Stellung und ernannte ihn 1662 zum Regierungs- und Kammerpräsidenten. Er bemühte sich weiter um die Souveränität des Herzogtums. Zu diesem Zweck schloss Kielmann in Christian Albrechts Namen einen Geheimvertrag mit Schweden, wo Christian Albrechts Schwester Hedwig Eleonora die Vormundschaftsregierung für ihren minderjährigen Sohn Karl XI. führte.

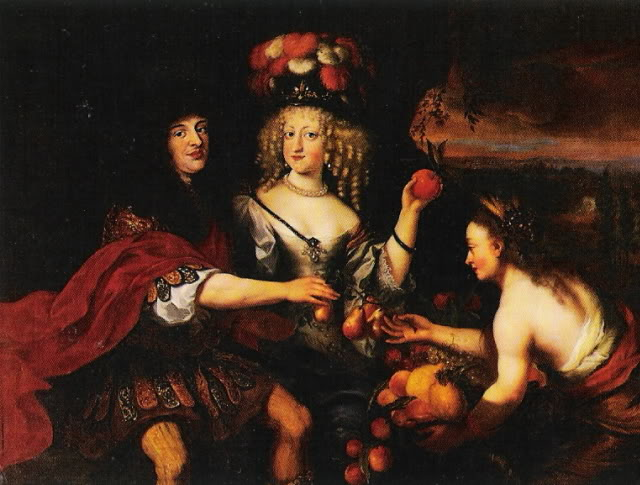
Hochzeitsbild von Christian Albrecht und Friederika Amalie

1666 machte der Zweite Bremisch-Schwedische Krieg eine Klärung des Verhältnisses mit Dänemark nötig. Nach längeren Verhandlungen schloss Christian Albrecht im Oktober 1667 den Glückstädter Rezess mit Friedrich III. von Dänemark. Darin inbegriffen war auch die Einigung über das Testament des 1667 kinderlos verstorbenen Grafen Anton Günther von Oldenburg und Delmenhorst, der 1664 die beide aus dem Haus Oldenburg stammenden Herrscher Dänemarks und Schleswig-Holstein-Gottorfs gleichermaßen als Erben bestimmt hatte. Zur Bekräftigung dieses Vertrags heiratete Christian Albrecht zwei Wochen nach Vertragsschluss am 24. Oktober 1667 die 18-jährige Friederike Amalie (1649–1704), die zweite Tochter des dänischen Königs. Anders als bei fürstlichen Hochzeiten sonst üblich wurde die Vermählung im Glückstädter Schloss eher bescheiden gefeiert.
Zeitgleich versuchte Christian Albrecht die wirtschaftliche Position des Herzogtums zu Lasten eines Parteigängers des dänischen Königs auszubauen. Hatte sein Vater Friedrichstadt gegründet, indem er holländische Remonstranten zur Ansiedlung einlud, so bot Christian Albrecht den sich mit Detlef von Rumohr streitenden Kappelnern die ihm seit dem Frieden von Kopenhagen gehörende Insel Arnis zur Ansiedlung an. Der neue Schifffahrtsort wurde mit umfangreichen wirtschaftlichen Privilegien ausgestattet. Umgekehrt war der Herzog daran interessiert, Kappeln wirtschaftlich zu schaden. Diese Intervention führte zu einem scharfen Konflikt mit Detlef von Rumohr, der auch außerhalb des Herzogtums gegen Kanzler Kielmannsegg agierte.
Die ersten zehn Jahre seiner Regierung blieben trotz derartiger Spannungen mit Dänemark friedlich, was Christian Albrecht die Verwirklichung kultureller Projekte ermöglichte als auch einige Reisen. Unter anderem wurde 1665 die nach dem Herzog benannte Kieler Universität gegründet.

#### Konflikt mit Dänemark und Exil
Doch mit Regierungsantritt von Christian V. von Dänemark 1670 brachen die Feindseligkeiten erneut aus. Christian V. versuchte die Lehnshoheit und Kontrolle über Schleswig-Holstein-Gottorf zurückzugewinnen. Obwohl sein Vater sich mit dem Herzog über Oldenburg und Delmenhorst geeinigt hatte, unterstützte Christian V. nun die Ansprüche von Joachim Ernst von der abgeteilten Linie Schleswig-Holstein-Sonderburg-Plön, der sich ebenfalls als erbberechtigt ansah. König Christian V. schloss mit Joachim Ernst einen Vergleich, in dem der Plöner Herzog seine beanspruchten Anteile an Anton Günthers Erbe an Christian V. abtrat und dafür Gebiete im Herzogtum Holstein zugesprochen bekam. Nach Joachim Ernsts Tod prozessierte sein Sohn Johann Adolf weiter in Wien gegen Christian Albrecht. 1673 entschied der Reichshofrat in Wien zu seinen Gunsten, worauf Johann Adolf seine Anteile an den dänischen König abtrat, der Oldenburg und Delmenhorst fortan in Personalunion verwaltete, und Christian Albrecht leer ausging. Diese Vorgehensweise veranlasste Christian Albrecht, das Bündnis mit Schweden zu erneuern. 1674 reiste er nach Schweden, um persönlich mit seinem volljährig gewordenen Neffen zu verhandeln.
Der Beginn des Schwedisch-Brandenburgischen Kriegs 1674 brachte Schleswig-Holstein-Gottorf so wieder in Gegnerschaft zu Dänemark. Zum endgültigen Bruch kam es, als der dänische König von den schleswig-holsteinischen Landständen in Kiel Mittel für die Kriegsfinanzierung forderte, worauf der Herzog den Landtag auflöste. Es war der letzte Landtag in den Herzogtümern. Damit endete das Mitbestimmungsrecht der Stände. Unter dem Vorwand, über das Amt Tondern als Ersatz für Oldenburg-Delmenhorst verhandeln zu wollen, lockte Christian V. den Herzog in die Festung Rendsburg, wo er ihn am 10. Juli 1675 zum Rendsburger Rezess nötigte, in dem der Gottorfer Kleinstaat auf seine Souveränität und alle fremden Bündnisse verzichten musste. Der Gottorfsche Anteil am Herzogtum Schleswig wurde von 1675 bis 1679 besetzt, die Festung Tönning geschleift. Christian Albrecht floh nach Hamburg, wo er ein Palais am Speersort besaß. Durch die Besetzung seiner Länder verlor Christian Albrecht seine Einnahmen, so dass er in Hamburg sogar seine Juwelen versetzen musste. Kielmannsegg und seine Söhne wurden nach Kopenhagen verschleppt, wo der Kanzler starb. Im Verlauf des Krieges bekam auch die Neugründung des Schifffahrtsstandorts Arnis große Probleme, ein Scheitern war nicht ausgeschlossen. Detlef von Rumohr wiederum wurde – wieder im Dienst der dänischen Armee – Statthalter des Königs auf Rügen, wo er 1678 fiel.
Der Sieg der schwedisch-französischen Allianz führte zu einer Wende. Im Frieden von Fontainebleau 1679 erhielt Christian Albrecht seine Länder zurück, musste jedoch hohe Entschädigungssummen an Dänemark zahlen. Dafür musste er mehrere Ämter in Holstein verpfänden. Er strengte einen Prozess gegen Kielmannsegg und seine Söhne wegen Veruntreuung an, der allerdings nie eröffnet wurde, aber dazu führte, dass auch Kielmannseggs Söhne das Land verließen. Die rivalisierenden Hofparteien waren kein Ersatz für den Verlust des fähigen Kanzlers.
1682 verbündete Dänemark sich mit Frankreich. Christian Albrecht fürchtete um seine Sicherheit und floh wieder nach Hamburg. Da er die jährliche Rate der vereinbarten Entschädigungssumme nicht zahlte, ließ Christian V. Fehmarn besetzen. Im folgenden Jahr versuchte er Christian Albrecht zu einem Vertrag zu zwingen, der ihm jegliche eigenständige Politik verboten hätte. Als der Herzog die Unterschrift verweigerte, besetzte er 1684 die gottorfschen Anteile von Schleswig und ließ sich dort als einziger Herzog huldigen. Im folgenden Jahr besetzte er auch die verpfändeten holsteinischen Ämter. Christian Albrecht fühlte sich nun auch in Hamburg nicht mehr sicher, da der dänischen König nun auch Ansprüche auf die freie Reichsstadt erhob. Erst nach der dänischen Belagerung Hamburgs (1686) griff Kaiser Leopold I. ein und zwang die verfeindeten Herzöge zu Verhandlungen in Altona. Da Christian Albrecht auf schwedischen Rat hin eine finanzielle Entschädigung für Oldenburg-Delmenhorst ablehnte und Christian V. die Herausgabe der gottorfschen Lande verweigerte, zogen sich die Verhandlungen zwei Jahre hin. Erst die Schwächung seines Verbündeten Frankreichs durch den Pfälzischen Erbfolgekrieg zwang den dänischen König den Altonaer Vertrag am 20. Juni 1689 zu unterschreiben, um nicht völlig isoliert dazustehen. Ende des Jahres kehrte Christian Albrecht nach Gottorf zurück. Seine Schulden, die durch korrupte Beamte noch erheblich vergrößert wurden, versuchte er in den Griff zu bekommen, indem er dem Hofjuden Jacob Mussaphia erlaubte in Tönning minderwertige Münzen zu prägen.

#### Kultur
Friedrich III. hatte seinem Sohn hohe Schulden hinterlassen, die Christian Albrecht durch die Militärausgaben noch steigerte. Deshalb erreichte das Kulturleben an seinem Hof nicht das Niveau, das es zur Regierungszeit seines Vaters gehabt hatte. Trotzdem holte er 1663 Jürgen Ovens aus Tönning an seinen Hof, der bis zu seinem Tod 1678 als Hofmaler im Dienst war. Auf Schloss Gottorf ließ er den noch von seinem Vater begonnenen Gottorfer Fürstengarten vollenden, der im 19. Jahrhundert verfiel und schließlich in Vergessenheit geriet. Er wurde ab 2001 teilweise wiederhergestellt und mit einem Neubau des Globushauses und einer Rekonstruktion des Globusses versehen, die 2005 eröffnet wurde.
Die am längsten nachwirkende Neuerung seiner Regierungszeit war die Gründung der Christian-Albrechts-Universität zu Kiel am 5. Oktober 1665. Auch diese ging auf Kielmannseggs Bestreben zurück. Dieser hatte bereits 1652 im Auftrag von Christian Albrechts Vater von Kaiser Ferdinand III. ein entsprechendes Privileg erwirkt. Die Universität sollte vor allem dazu dienen, protestantische Pfarrer auszubilden und die Verwaltung mit gelehrten Bürgern besetzen zu können, die ihre Ausbildung im eigenen Land genossen hatten. Die neue Universität erhielt ihren Sitz im in der Reformation säkularisierten Kieler Kloster. Der Grundbestand der Bibliothek wurde aus der Fürstenschule im Kloster Bordesholm überführt. Paul Sperling, der letzte Rektor der aufgehobenen Lateinschule, wurde zum Doktor ernannt und Professor für biblische und kirchliche Alterthümer, sowie für geistliche Beredsamkeit. Der berühmte Brüggemann-Altar, den Herzog Friedrich 1514 der Klosterkirche gestiftet hatte, wurde in den Schleswiger Dom versetzt.
Obwohl er in seinem ersten Hamburger Exil selbst sein Silberbesteck versetzen musste, beteiligte er sich trotzdem 1678 bei der Gründung der Oper am Gänsemarkt. Auf seine Intervention hin unterließen es die orthodoxen Prediger, gegen die vermeintlich sündige Oper zu predigen. Der Gottorfer Kapellmeister Johann Theile komponierte das Singspiel Adam und Eva zur Eröffnung der Oper. Auch Johann Philipp Förtsch, sein Nachfolger als Hofkapellmeister, schrieb für die Hamburger Oper.

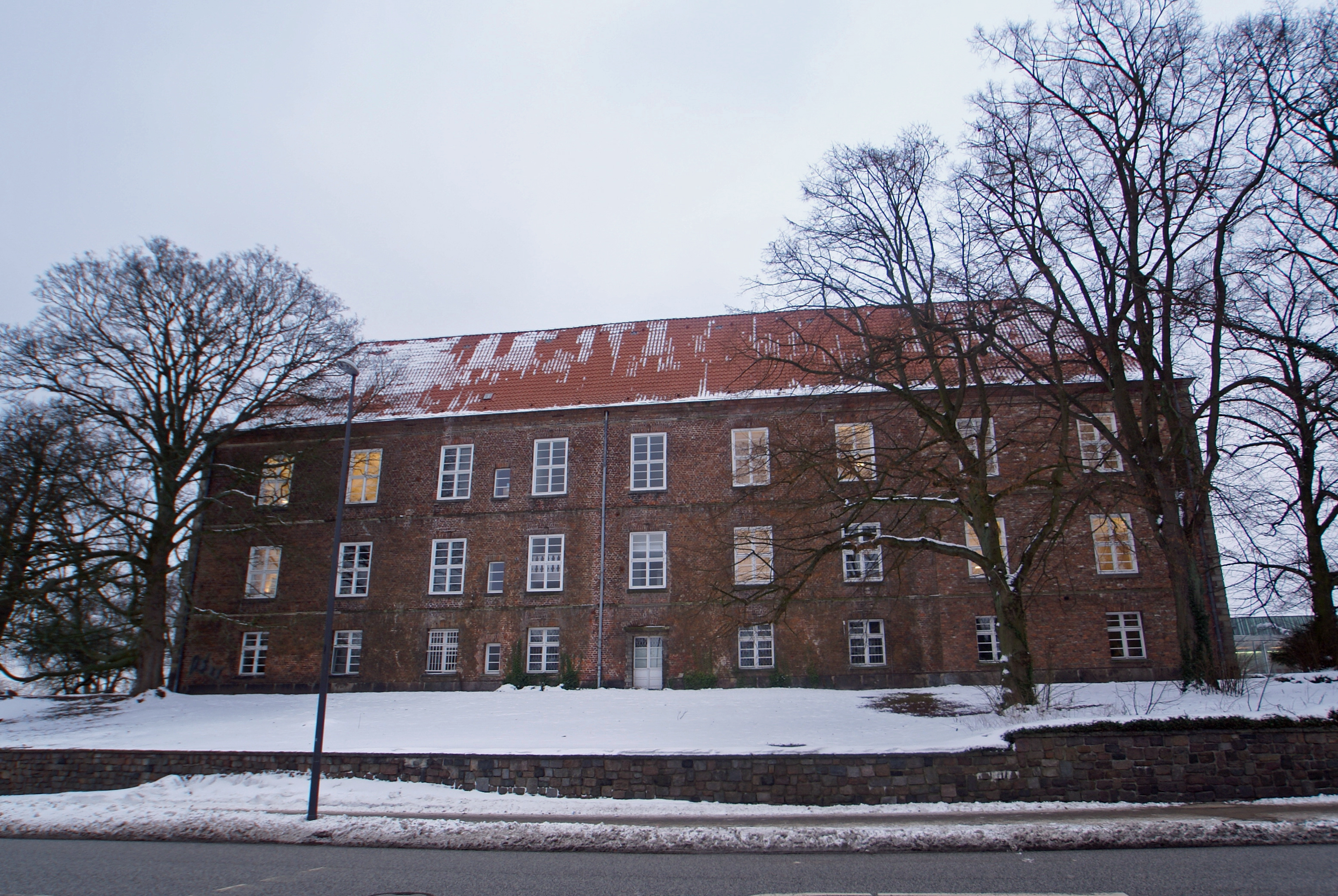
Der sogenannte Rantzaubau – der Westflügel des Amalienbaus

Die geschleifte Festung Tönning ließ er ab 1692 wieder aufbauen. Das Kieler Schloss, das seine Frau als Leibgedinge und Witwensitz erhalten hatte, hinterließ er ihr jedoch als Ruine. Friederike Amalie ließ es auf eigene Kosten renovieren und vom Architekten Dominicus Pelli einen neuen West- und Südflügel hinzufügen, von denen nur noch der Westflügel, der sogenannte Rantzaubau, erhalten geblieben ist.

## Nachkommen
1667 heiratete er Friederike Amalie von Dänemark, eine Tochter von König Friedrich III. von Dänemark. Mit ihr hatte er folgende Kinder:
- Sophie Amalie (* 1670; † 1710) verheiratet 1695 mit August Wilhelm von Braunschweig (* 1662; † 1731)
- Friedrich IV. (* 1671; † 1702), Herzog von Schleswig-Holstein-Gottorf (1695–1702), verheiratet 1698 mit Hedwig (* 1681; † 1708), Tochter des Königs Karl XI. von Schweden.
- Christian August (* 1673; † 1726), Fürstbischof von Lübeck (1705–1726), verheiratet 1704 mit Albertine Friederike, (* 1682; † 1755), Tochter des Markgrafen Friedrich VII. von Baden-Durlach.
- Marie Elisabeth (* 1678; † 1755) Äbtissin zu Quedlinburg seit 1718.

Nach seinem Tod wurde sein Sohn Friedrich IV. Herzog von Schleswig-Holstein-Gottorf.

## Abstammung
|  | |  |  |  |  |  |  |  |  |  |  |  |  |  |  |  |
|  | Adolf I. (Schleswig-Holstein-Gottorf) (1526–1586) Herzog von Schleswig-Holstein-Gottorf              |  |  |  |  |  |  |  |  |  |  |  |  |  |  |  |
|  | |  |  |  |  |  |  |  |  |  |  |  |  |  |  |  |
|  | |  |  |  |  |  |  |  |  |  |  |  |  |  |  |  |
|  | Johann Adolf (Schleswig-Holstein-Gottorf) (1575–1616) Bischof, Herzog von Schleswig-Holstein-Gottorf |  |  |  |  |  |  |  |  |  |  |  |  |  |  |  |
|  | |  |  |  |  |  |  |  |  |  |  |  |  |  |  |  |
|  | |  |  |  |  |  |  |  |  |  |  |  |  |  |  |  |
|  | Christine von Hessen (1543–1604)                                                                     |  |  |  |  |  |  |  |  |  |  |  |  |  |  |  |
|  | |  |  |  |  |  |  |  |  |  |  |  |  |  |  |  |
|  | |  |  |  |  |  |  |  |  |  |  |  |  |  |  |  |
|  | Friedrich III. (Schleswig-Holstein-Gottorf) (1597–1659) Herzog von Schleswig-Holstein-Gottorf        |  |  |  |  |  |  |  |  |  |  |  |  |  |  |  |
|  | |  |  |  |  |  |  |  |  |  |  |  |  |  |  |  |
|  | |  |  |  |  |  |  |  |  |  |  |  |  |  |  |  |
|  | Friedrich II. (Dänemark und Norwegen)                                                                |  |  |  |  |  |  |  |  |  |  |  |  |  |  |  |
|  | |  |  |  |  |  |  |  |  |  |  |  |  |  |  |  |
|  | |  |  |  |  |  |  |  |  |  |  |  |  |  |  |  |
|  | Augusta von Dänemark (1580–1639)                                                                     |  |  |  |  |  |  |  |  |  |  |  |  |  |  |  |
|  | |  |  |  |  |  |  |  |  |  |  |  |  |  |  |  |
|  | |  |  |  |  |  |  |  |  |  |  |  |  |  |  |  |
|  | Sophie von Mecklenburg (1557–1631)                                                                   |  |  |  |  |  |  |  |  |  |  |  |  |  |  |  |
|  | |  |  |  |  |  |  |  |  |  |  |  |  |  |  |  |
|  | |  |  |  |  |  |  |  |  |  |  |  |  |  |  |  |
|  | Christian Albrecht (Schleswig-Holstein-Gottorf) Herzog von Schleswig-Holstein-Gottorf                |  |  |  |  |  |  |  |  |  |  |  |  |  |  |  |
|  | |  |  |  |  |  |  |  |  |  |  |  |  |  |  |  |
|  | |  |  |  |  |  |  |  |  |  |  |  |  |  |  |  |
|  | Christian I. (Sachsen) (1560–1591)                                                                   |  |  |  |  |  |  |  |  |  |  |  |  |  |  |  |
|  | |  |  |  |  |  |  |  |  |  |  |  |  |  |  |  |
|  | |  |  |  |  |  |  |  |  |  |  |  |  |  |  |  |
|  | Johann Georg I. (Sachsen) (1585–1656)                                                                |  |  |  |  |  |  |  |  |  |  |  |  |  |  |  |
|  | |  |  |  |  |  |  |  |  |  |  |  |  |  |  |  |
|  | |  |  |  |  |  |  |  |  |  |  |  |  |  |  |  |
|  | Sophie von Brandenburg (1568–1622)                                                                   |  |  |  |  |  |  |  |  |  |  |  |  |  |  |  |
|  | |  |  |  |  |  |  |  |  |  |  |  |  |  |  |  |
|  | |  |  |  |  |  |  |  |  |  |  |  |  |  |  |  |
|  | Maria Elisabeth von Sachsen (1610–1684)                                                              |  |  |  |  |  |  |  |  |  |  |  |  |  |  |  |
|  | |  |  |  |  |  |  |  |  |  |  |  |  |  |  |  |
|  | |  |  |  |  |  |  |  |  |  |  |  |  |  |  |  |
|  | Albrecht Friedrich (Preußen) (1553–1618)                                                             |  |  |  |  |  |  |  |  |  |  |  |  |  |  |  |
|  | |  |  |  |  |  |  |  |  |  |  |  |  |  |  |  |
|  | |  |  |  |  |  |  |  |  |  |  |  |  |  |  |  |
|  | Magdalena Sibylle von Preußen (1586–1659)                                                            |  |  |  |  |  |  |  |  |  |  |  |  |  |  |  |
|  | |  |  |  |  |  |  |  |  |  |  |  |  |  |  |  |
|  | |  |  |  |  |  |  |  |  |  |  |  |  |  |  |  |
|  | Marie Eleonore von Jülich-Kleve-Berg (1550–1608) Herzogin von Preußen                                |  |  |  |  |  |  |  |  |  |  |  |  |  |  |  |
|  | |  |  |  |  |  |  |  |  |  |  |  |  |  |  |  |
|  | |  |  |  |  |  |  |  |  |  |  |  |  |  |  |  |